# 趙壽姫
趙 壽姫（チョ・スヒ）は大韓民国の柔道選手。階級は78kg級。

## 人物
2002年に地元の釜山広域市で開催されたアジア大会78kg級では決勝で松崎みずほを内股の技ありで破って優勝した。無差別にも出場したが、準決勝で中国の佟文に有効で敗れて3位だった。福岡国際では決勝で世界チャンピオンの阿武教子に判定で敗れて2位だった。2003年のフランス国際でも決勝で阿武教子に警告で敗れた。

## 主な戦績
- 2002年 - アジア大会　78kg級　優勝　無差別　2位
- 2002年 - 福岡国際　2位
- 2003年 - フランス国際　2位

(出典)。